# Cotesia
Cotesia – rodzaj błonkówek z rodziny męczelkowatych. Gatunkiem typowym jest Cotesia flavipes.

## Zasięg występowania
Przedstawiciele tego rodzaju występują na całym świecie.

## Biologia i ekologia
Żywicielami przedstawicieli tego rodzaju są motyle z ponad 30 rodzin.

## Znaczenie dla człowieka
Z perspektywy biologicznych metod zwalczania szkodników, jest to prawdopodobnie najważniejszy i najlepiej poznany rodzaj z podrodziny Microgastrinae.

## Systematyka
Do rodzaju zaliczanych jest 328 opisanych gatunków, choć ich rzeczywistą liczbę szacuje się na 1 500 – 2 000 gatunków: